# 通灵之六世古宅
《通灵之六世古宅》（英語：The Strange House），中国大陆3D惊悚恐怖片，导演彭发，主演徐娇、张兆辉、田子田。

## 剧情
该片讲述“叶子”进入古宅之后发生的一系列惊悚、恐怖的故事。

## 演出
| 演员   | 角色      | 备注 |
| 徐娇   | 叶子/乐融 |      |
| 张兆辉 | 乐梓俊    |      |
| 田子田 | 二婶      |      |
| 宋轶   | 娜娜      |      |
| 陆思宇 | 二叔      |      |
| 毕秀茹 | 奶奶      |      |